# Alias (serie televisiva)
Alias è una serie televisiva statunitense prodotta dal 2001 al 2006.
Creata da J. J. Abrams (futuro ideatore di Lost e Fringe), la serie miscela spionaggio e fantascienza. Alias è stata trasmessa in prima visione negli Stati Uniti dal 2001 da ABC, mentre in Italia è stata trasmessa in chiaro da Rai 2 e sul satellite da Fox.
Nel corso degli anni ha ricevuto numerosi riconoscimenti e nomination ai Golden Globe, agli Emmy Awards, agli Screen Actors Guild Award e ai People's Choice Awards. Nel 2003 l'American Film Institute ha inserito Alias nella top 10 delle migliori serie televisive dell'anno, e in seguito diverse testate l'hanno proclamata uno dei miglior show televisivi di tutti i tempi. Nel 2010 il canale satellitare E! ha classificato Alias al quarto posto nella top 20 delle migliori serie televisive del ventennio 1990-2010.
Nel 2003 Jennifer Garner, che interpreta l'agente CIA protagonista della serie, è stata realmente contattata dall'agenzia di spionaggio per prendere parte a una campagna promozionale finalizzata al reclutamento di nuove leve.

## Trama
Sydney Bristow è ancora una studentessa del college, quando le viene proposto un lavoro per l'SD-6, una presunta sezione segreta della CIA. Lei accetta l'offerta e diviene presto un agente operativo.

### Prima stagione
Sydney frequenta ancora il college ed è fidanzata con Danny, che le chiede di sposarlo. Sydney accetta, ma poi rivela a Danny di essere un agente segreto; Danny viene allora ucciso dall'SD-6.
Dopo questi fatti, Sydney vuole rinunciare all'attività di spia, ma l'SD-6, capeggiata da Arvin Sloane, non permette che un suo agente si dimetta e cerca di ucciderla. Viene rocambolescamente salvata dal padre Jack Bristow (con cui non ha mai avuto un vero rapporto), il quale le fa sapere di far parte dell'SD-6 e le rivela che quest'agenzia è in realtà una branca dell'Alleanza dei Dodici, un'organizzazione terroristica nemica degli Stati Uniti. Sydney decide di offrirsi alla CIA come agente doppio-giochista e, una volta accettata, scopre che anche il padre lo è. I suoi sforzi, insieme a quelli del padre e del suo contatto alla CIA Michael Vaughn, sono ora rivolti a distruggere l'Alleanza.
Filo conduttore di tutta la serie, che compare fin dalla 3ª puntata, sono le opere e i progetti di Milo Rambaldi, un genio e profeta rinascimentale (una sorta di unione di Leonardo da Vinci e Nostradamus). I progetti di Rambaldi sono così tecnologicamente rivoluzionari da costituire un interesse primario delle grandi organizzazioni terroristiche e criminali del mondo. Inoltre, i testi di Rambaldi contengono numerose profezie, una delle quali riguarda personalmente Sydney Bristow. La figura di Rambaldi introduce elementi fantascientifici nella serie.
Un amico di Sydney, Will Tippin, continua ad indagare sulla morte di Danny e così attrae l'attenzione dell'SD-6, che vuole eliminarlo; contemporaneamente, Tippin viene segretamente manipolato da un'organizzazione che vuole sabotare l'SD-6, guidata dall'Uomo.
Alla fine della prima stagione Sydney incontra l'Uomo: sua madre, Irina Derevko, ex-agente del KGB, mandata negli Stati Uniti per sposare un agente CIA e carpirne informazioni. Sydney riesce a sabotarne l'organizzazione; nel frattempo Sloane, il capo dell'SD-6, diventa membro dell'Alleanza promettendo di uccidere sua moglie Emily, che è a conoscenza delle attività del marito.

### Seconda stagione
Irina Derevko si consegna alla CIA e viene rinchiusa in una prigione di massima sicurezza. La donna afferma di essersi pentita del suo passato e di voler recuperare il rapporto con la figlia Sydney. Ma Jack Bristow, che conosce bene Irina, non si fida di lei. Sydney riesce a distruggere l'SD-6 e diventa così un'agente regolare della CIA. Marcus Dixon e Marshall Flinkman, amici e colleghi di Sydney all'SD-6, vengono quindi a conoscenza della vera natura dell'agenzia per cui lavoravano e sono reclutati dalla vera CIA. Inoltre, ora che sono ufficialmente colleghi, Sydney può finalmente iniziare una relazione con Vaughn. I due sono ora liberi di lasciarsi andare ai loro sentimenti, a lungo repressi.
Nella seconda metà della stagione, viene rivelato che Francie Calfo, la migliore amica di Sydney, è stata uccisa e sostituita da Allison Doren, una donna il cui aspetto è stato modificato per apparire esattamente come lei. Alla fine della seconda stagione, Sydney assiste a un possibile assassinio di Will Tippin, uccide Allison e sviene durante la lotta. Si risveglia due anni dopo ad Hong Kong, senza alcun ricordo del tempo passato. Presto scopre che la CIA, come i suoi amici, era convinta che lei fosse morta; Vaughn infine ha trovato un nuovo amore e si è sposato.

### Terza stagione
Sydney non ricorda nulla degli ultimi due anni, e tutti quelli che la conoscevano l'hanno creduta morta, incluso Michael Vaughn, che nel frattempo si è dimesso dalla CIA e ha sposato un'altra donna, Lauren Reed, agente del Consiglio di Sicurezza Nazionale presso l'agenzia. Sloane si è pentito delle sue malefatte passate ed è diventato un benefattore fondando la società umanitaria Omnifam, ispirato, come racconta lui stesso, dalla parola "pace" pronunciata dal Dire, il macchinario assemblato con i 47 pezzi di Rambaldi. Sydney cerca di indagare sul suo passato scomparso e per questo ritorna a lavorare nella CIA, dove Dixon, il suo ex-collega all'SD-6, è diventato il capo operativo, e Marshall si è fidanzato con una collega ora incinta.
Sydney scopre, con la collaborazione del padre e grazie alle rivelazioni di Kendall, il suo ex-direttore alla CIA, che, dopo la lotta con Allison Doren, era stata rapita da una nuova associazione, la Convenzione, e indotta a servirla. Lei però, resistendo al lavaggio del cervello, aveva contattato la CIA per fare il doppio-gioco come Julia Thorne. Al termine della collaborazione, Sydney scelse volontariamente di farsi cancellare la memoria per proteggersi dalle conoscenze acquisite e per dimenticare le azioni commesse.
Nel frattempo si scopre anche che Lauren Reed è a capo della cellula nordamericana della Convenzione assieme a Julian Sark e che Sloane, sempre interessato a Rambaldi, vuole trovare la figlia Nadia (avuta con Irina Derevko) in quanto questa è, nelle profezie di Rambaldi, "il Passeggero", contrapposto al "Prescelto", che è Sydney.
Sloane parte alla ricerca dell'ultimo manufatto dell'inventore italiano mentre Sydney e Vaughn sventano i piani della Convenzione uccidendo anche Lauren, che in punto di morte rivela a Sydney come trovare un documento datato 17 aprile 1975, la sua data di nascita.

### Quarta stagione
Sydney lascia la CIA per entrare a far parte di un suo settore segreto, l'APO, guidato da Arvin Sloane (il nome è preso dal cartello che si trova all'entrata dei locali in una stazione della metropolitana di Los Angeles); l'APO è composta dai vecchi membri della squadra di Sydney, tra cui Jack Bristow, Michael Vaughn, Marcus Dixon, Marshall Flinkman e Eric Weiss, migliore amico di Vaughn e ingaggiato dopo che la squadra lo ha salvato durante un'azione segreta. Per ultima entra a far parte della squadra Nadia Santos, la figlia di Sloane e sorellastra di Sydney.
La prima parte della quarta stagione è formata da episodi indipendenti tra di loro, atti a portare nuovo pubblico alla serie, anche se più avanti molti elementi di questa parte riemergeranno. Vaughn, mentre indagava su alcuni indizi che suggerivano che suo padre era vivo, scopre che esiste un sosia di Arvin Sloane, chiamato ironicamente Arvin Clone. Questa persona, convinta di essere il vero Sloane, cerca di portare a compimento la profezia "finale" di Rambaldi. Si scopre che il vero Sloane aveva già compiuto i primi passi in questa strada: tramite la Omnifam aveva segretamente inquinato l'acqua mondiale con una sostanza chimica che rende docili in situazioni normali, ma che porta alla pazzia e all'aggressività totale, se si è in presenza di un campo creato dalla "Sfera di Mueller". Tuttavia, Sloane si era pentito e fermato prima di arrivare alla costruzione della Sfera. Clone, all'insaputa del fatto che il vero Sloane l'aveva già fatto, fa ricreare la sostanza chimica, e continua il progetto cercando e trovando gli elementi per creare la Sfera di Mueller.
Dietro a Clone c'è la terza sorella Derevko, Elena, che aveva assoldato uno scienziato allo scopo di creare un altro Sloane che potesse servirla a sua insaputa e completare la profezia di Rambaldi. Nel frattempo Elena si era anche infiltrata nella CIA grazie a Nadia (che non sapeva che lei fosse una criminale), di cui è stata la tutrice presso l'orfanotrofio, e si era impadronita di tutti gli oggetti di Rambaldi.
Sloane lascia misteriosamente l'APO; prevedendo che Elena avrebbe creato una Sfera di Mueller, il resto del gruppo segreto cattura Clone e cerca di sapere dov'è nascosto l'elemento chimico che crea la docilità/aggressività (in modo da sintetizzarne un antidoto), e contemporaneamente di riportarlo alla personalità originale; ma il sosia di Sloane rimane ucciso nel processo.
Successivamente, Elena, con l'aiuto di Sloane (di nuovo intenzionato a compiere le profezie di Rambaldi) e dei progetti trafugati dall'ufficio di Clone, riesce a creare una gigantesca Sfera di Mueller sopra Sovogda, una città Russa, che rende gli abitanti (tutti infettati dalla sostanza chimica) simili a zombie aggressivi. Sydney, Jack, Nadia, Vaughn e Irina Derevko si paracadutano per distruggere il macchinario; Irina uccide Elena, che però ha fatto in tempo ad infettare Nadia con la sostanza chimica. Sydney non vuole combattere contro la sorella, che quindi la sta sopraffacendo, fino a che non arriva Sloane che spara alla figlia. Il gruppo riesce quindi a distruggere la Sfera e a mettersi in salvo e Jack lascia scappare Irina, che avrebbe dovuto consegnarsi alla CIA.
Conclusasi la vicenda Sydney e Vaughn si mettono in viaggio per festeggiare il loro fidanzamento. Vaughn le dice di avere un segreto e di non chiamarsi "Michael Vaughn", ma il colloquio viene interrotto da un fuoristrada che investe il loro veicolo. Con questa scena si conclude la quarta stagione.

### Quinta stagione
Dopo l'incidente Sydney fugge, mentre Vaughn, privo di sensi, viene rapito. Al pronto soccorso, Sydney incontra Gordon Dean, del "Dipartimento indagini speciali", che chiede la sua collaborazione per catturare Vaughn, il quale non sarebbe chi dice di essere. Nel frattempo Vaughn è fuggito ai suoi rapitori in Italia e si mette in contatto con Sydney, chiedendole di raggiungerlo. Le spiega quindi che il suo vero nome è André Michaux e che suo padre era coinvolto in un misterioso progetto chiamato "Quinto Profeta". Per sfuggire ai capi del progetto il padre di Vaughn aveva cambiato identità per sé e per il figlio.
Sydney e Vaughn recuperano un libro con importanti informazioni sul progetto e lo consegnano a Leheman, un vecchio amico del padre di Vaughn. Gordon Dean, tuttavia, uccide Leheman e ferisce gravemente Vaughn, che muore in ospedale, dopo aver scelto insieme a Sydney il nome per la bambina che hanno appena scoperto di aspettare, Isabelle.
Quattro mesi dopo, Sydney entra in contatto con Renée Rienne, un'amica di Vaughn coinvolta nel "Quinto Profeta", e le chiede di collaborare con lei per scoprire la verità sul progetto e vendicare quindi la morte di Vaughn. Gordon Dean non fa parte della CIA, come sostiene, e l'APO chiede ad un suo agente, Rachel Gibson, di fare il doppio-gioco per scoprire informazioni sulle sue attività. Una collega di Rachel, Peyton, scopre l'indagine e fugge insieme a Dean, dopo aver tentato di eliminare l'agente APO con una bomba: la ragazza viene tuttavia salvata appena in tempo da Tom Grace, nuovo agente APO.
Sloane sta nel frattempo subendo un processo per aver tradito l'APO e per aver collaborato con Elena Derevko, ma corrompe un giudice e viene scagionato. Cerca una cura per sua figlia Nadia che si trova in coma. La cura è in possesso dei membri del "Quinto Profeta", che in cambio vogliono da lui il segreto di Rambaldi.
Sydney viene rapita dal "Quinto Profeta": ignora che nel rapimento è coinvolta la madre Irina. Riuscita a fuggire incontra la madre che sostiene di volerla aiutare: insieme con Jack, le due donne cercano un documento riguardante l'Orizzonte, il manufatto finale di Rambaldi. Sono sorpresi da un attacco e nel frattempo a Sydney si rompono le acque: mentre Jack tiene occupati gli attaccanti, Irina aiuta la figlia a partorire e quindi fugge con i documenti insieme agli uomini che avevano attaccato il gruppo.
Si scopre che Vaughn è ancora vivo: d'accordo con Jack, si era finto morto per sparire dalla circolazione fino a quando le acque non si fossero calmate. Lo scopre però il "Quinto Profeta" che invia per estorcergli informazioni una finta Sydney, Anna Espinosa. Intanto, Sloane riesce a far uscire Nadia dal coma. Nadia però trova la Pagina 47 e cerca di bruciarla perché ritiene che Rambaldi faccia male alla mente del padre. Sloane nella foga di recuperare la pagina dal caminetto da una spinta alla figlia che cade su un tavolino di vetro e muore. Recuperata la pagina si reca da Peyton dicendole che vuole collaborare per il ritrovamento dell'Orizzonte.
Vaughn e Anna/Sydney si trovano in Italia per recuperare un file sul "Quinto Profeta", e mentre Anna sta per ucciderlo, giunge Sydney, la quale le spara, uccidendola. Leggendo il file si scopre che un indizio importante per il ritrovamento dell'Orizzonte si trova in una prigione a Roma. Sydney si fa arrestare e in prigione trova un uomo anziano che le consegna un amuleto: Sark, che era stato arrestato con lei tuttavia glielo ruba e poi evade, grazie all'aiuto di Peyton. Anche Syd riesce a fuggire.
L'APO riesce a rintracciare Sloane sul monte Subasio, in Italia, dove ha trovato l'"Orizzonte"; Sydney e Vaughn lo raggiungono, ma lui riesce a ferire Syd e a fuggire. L'azione si sposta in Mongolia dove Sloane e Sark entrano in una grotta sotterranea, il luogo in cui è sepolto Rambaldi. Qui posizionano l'Orizzonte sopra un piedistallo e una vasca accanto alla tomba di Rambaldi si riempie di un liquido rosso. Sydney, Vaughn e Jack li hanno seguiti e nel corso di una sparatoria Jack viene ferito a morte e Sloane, colpito alla testa da Sydney, cade nella vasca. Intanto Vaughn ha steso Sark dopo aver appreso da lui che Irina era d'accordo con Sloane e che ha preparato un attacco missilistico sulle maggiori città del mondo per assumerne poi il controllo totale.
Si scopre che il liquido rosso è la formula dell'immortalità scoperta da Rambaldi, che tuttavia non ne ha mai usufruito poiché non si riteneva degno di vivere in eterno. Sloane invece, caduto nella vasca viene miracolosamente guarito e diventa immortale. Ma Jack, sopraggiunto nella grotta, si fa saltare in aria e Sloane viene imprigionato dalle macerie, che lo terranno sottoterra, vivo, per l'eternità.
Peyton, intanto, dopo aver eliminato tutti i membri del "Quinto Profeta", non sapendo dell'insuccesso di Sloane, viene catturata dall'APO.

A Hong Kong, Sydney e Irina lottano per l'Orizzonte, che la ragazza aveva sottratto dalla caverna in Mongolia. Durante la lotta fra le due, nel tentativo di recuperare l'Orizzonte, Irina precipita da una vetrata e muore. Si realizza così la profezia di Rambaldi "Questa donna farà della maggior potenza scempio totale". Sidney è responsabile della distruzione ("scempio totale") della più grande scoperta ("della maggior potenza") di Rambaldi.
Dopo la fine della vicenda, vediamo qualche anno dopo Sydney e Vaughn con due figli: Isabelle e il piccolo Jack che passeggiano in riva al mare. In una delle scene finali, prima di uscire di casa, la piccola Isabelle risolve un difficile test adottato dalla CIA per selezionare bambini dall'intelligenza superiore alla media; tale gioco era già stato proposto anni prima da Jack alla piccola Sydney, e quest'ultima lo aveva risolto (e per questo motivo ella venne "arruolata" nei servizi segreti). Ebbene, senza che nessuno la veda, Isabelle risolve il puzzle con la facilità di un gioco qualunque, disfacendolo subito dopo. Ciò significa che anche Isabelle è dotata della straordinaria intelligenza della madre, ma a differenza di quest'ultima essa non dovrà subire lo stesso destino, e non dovrà attraversare gli stessi dolori subiti dalla madre.
Alias si chiude definitivamente con il saluto degli autori e del cast ai loro telespettatori, racchiuso nella frase finale: "Grazie per questi cinque incredibili anni".

## Episodi
| Stagione         | Episodi | Prima TV originale | Prima TV Italia |
| ---------------- | ------- | ------------------ | --------------- |
| Prima stagione   | 22      | 2001-2002          | 2003            |
| Seconda stagione | 22      | 2002-2003          | 2003            |
| Terza stagione   | 22      | 2003-2004          | 2004            |
| Quarta stagione  | 22      | 2005               | 2005            |
| Quinta stagione  | 17      | 2005-2006          | 2006            |

## Personaggi e interpreti
- Sydney Bristow (stagioni 1-5), interpretata da Jennifer Garner, doppiata da Laura Lenghi.
- Jack Bristow (stagioni 1-5), interpretato da Victor Garber, doppiato da Ambrogio Colombo.
- Arvin Sloane (stagioni 1-5), interpretato da Ron Rifkin, doppiato da Ennio Coltorti.
- Michael Vaughn (stagioni 1-5), interpretato da Michael Vartan, doppiato da Tony Sansone.
- Marcus Dixon (stagioni 1-5), interpretato da Carl Lumbly, doppiato da Luca Biagini.
- Marshall Flinkman (stagioni 1-5), interpretato da Kevin Weisman, doppiato da Franco Mannella.
- Will Tippin (stagioni 1-2, ricorrente 3-5), interpretato da Bradley Cooper, doppiato da Massimiliano Alto.
- Francie Calfo / Allison Doren (stagioni 1-2, ricorrente 3-5), interpretata da Merrin Dungey, doppiata da Patrizia Burul.
- Julian Sark (stagioni 2-3, ricorrente 1-5), interpretato da David Anders, doppiato da Fabio Boccanera.
- Irina Derevko (stagione 2, ricorrente 5), interpretata da Lena Olin, doppiata da Melina Martello.
- Eric Weiss (stagioni 3-4, ricorrente 1-5), interpretato da Greg Grunberg, doppiato da Enzo Avolio e da Marco De Risi.
- Lauren Reed (stagione 3, guest 4), interpretata da Melissa George, doppiata da Barbara De Bortoli.
- Nadia Santos (stagione 4, ricorrente 3-5), interpretata da Mía Maestro, doppiata da Laura Latini.
- Rachel Gibson (stagione 5), interpretata da Rachel Nichols, doppiata da Federica De Bortoli.
- Thomas Grace (stagione 5), interpretato da Balthazar Getty, doppiato da Niseem Onorato.
- Renée Rienne (stagione 5), interpretata da Élodie Bouchez, doppiata da Anne Marie Sanchez.
- Kelly Peyton (stagione 5), interpretata da Amy Acker, doppiata da Letizia Scifoni.

## Ascolti
Ascolti USA. Negli States Alias ha ottenuto buoni ascolti, soprattutto nelle prime quattro stagioni (la media più alta di ascolti appartiene alla quarta stagione), per poi subire una decrescita con la quinta stagione
- Stagione 1 media telespettatori (in milioni): 9,7
- Stagione 2 media telespettatori (in milioni): 9,0
- Stagione 3 media telespettatori (in milioni): 8,2
- Stagione 4 media telespettatori (in milioni): 10,3
- Stagione 5 media telespettatori (in milioni): 6,7

Ascolti Italia. Anche in Italia Alias ha registrato buoni ascolti soprattutto in un periodo difficile come quello estivo. Alias ha sempre mantenuto una base solida di circa 2 milioni in media di telespettatori per ogni stagione, con picchi di 3 milioni nella prima stagione e 2 milioni e mezzo nelle successive.

## Premi e candidature
Emmy Awards
- Vinto Outstanding Art Direction - Single-Camera Series per l'episodio pilota
- Vinto Outstanding Cinematography - Single-Camera Series per l'episodio pilota
- Nomination Miglior attrice in una serie drammatica Jennifer Garner (2002, 2003, 2004, 2005)
- Nomination Miglior attore non protagonista Victor Garber (2002, 2003, 2004)
- Nomination Miglior sceneggiatura J. J. Abrams (2002)
- Nomination Miglior attrice non protagonista Lena Olin (2003)
- Vinto  Outstanding Makeup, Non-Prosthetic - Series (2003)
- Vinto Outstanding Stunt Coordination

Golden Globe
- Vinto Miglior attrice in una serie drammatica Jennifer Garner (2002)
- Nomination Miglior attrice in una serie drammatica Jennifer Garner (2003, 2004, 2005)
- Nomination Miglior serie televisiva drammatica (2002)

Satellite Award
- Nomination Miglior serie drammatica (2002)
- Vinto Miglior attore non protagonista in una serie drammatica Victor Garber (2002)
- Nomination Miglior attore non protagonista in una serie drammatica Ron Rifkin (2002)
- Nomination Miglior attrice non protagonista in una serie drammatica Lena Olin (2002, 2003)
- Nomination Miglior attrice in una serie drammatica Jennifer Garner (2003, 2004, 2005)

Saturn Award
- Vinto Miglior serie (2003)
- Vinto Miglior attrice in una serie televisiva Jennifer Garner (2003)
- Vinto Miglior attore non protagonista in una serie televisiva Victor Garber (2003)
- Vinto Female Face of the Future Melissa George (2004)
- Nomination Miglior serie (2004, 2005)
- Nomination Miglior attrice in una serie televisiva Jennifer Garner (2004)
- Nomination Miglior attore in una serie televisiva Michael Vartan (2004, 2005, 2006)
- Nomination Miglior attore non protagonista in una serie televisiva Victor Garber (2004)

Screen Actors Guild Award
- Nomination Miglior attrice in una serie televisiva Jennifer Garner (2003)
- Vinto Miglior attrice in una serie televisiva Jennifer Garner (2004)

Television Critics Association Awards
- Nomination Miglior nuovo programma (2002)
- Nomination Miglior attrice in una serie drammatica Jennifer Garner (2003)

## Edizioni home video
In Italia fu inizialmente messo in vendita il DVD contenente il solo episodio pilota dal titolo La verità, nel 2003; successivamente tutte le cinque stagioni di Alias sono state poste in commercio in formato DVD; ogni stagione occupa 6 DVD, eccezion fatta per la quinta che ne contiene 5.
Negli USA è disponibile dal 2007 il cofanetto contenente tutte e cinque le stagioni in edizione speciale, ovvero a forma di manufatto di Rambaldi.

### Prima stagione
Il primo cofanetto è in vendita dal 3 marzo 2004 in Italia, in USA dal 2 settembre 2003.

Episodi:
- Disco 1: La verità; L'inizio; Parità
- Disco 2: Dritti al cuore; Il sosia;  Scoperte; Daltonico
- Disco 3: L'orologio; La talpa; Aiuto reciproco; Rivelazioni
- Disco 4: La scatola 1ª parte; La scatola 2ª parte; L'uomo; Pagina 47
- Disco 5: La profezia; L'interrogatorio; Noah; Snowman
- Disco 6: Le ampolle; Will; Quasi trent'anni

### Seconda stagione
Il secondo cofanetto è in vendita dal 4 novembre 2004 in Italia, in USA dal 2 dicembre 2003.

Episodi:
- Disco 1: Entra il nemico; Fiducia; Cifre; Bugie
- Disco 2: Il puzzle; Salvezza; L'antidoto; Passaggio 1
- Disco 3: Passaggio 2; Il rapimento; Echelon; La fuga
- Disco 4: Fase uno; Duplicazione; Un agente libero; Bomba di fuoco
- Disco 5: Una svolta nel buio; La verità ha bisogno di tempo; Fine del gioco; Conto alla rovescia
- Disco 6: Il secondo duplicato; Il dire

### Terza stagione
Il terzo cofanetto è in vendita dall'8 giugno 2005 in Italia, in USA dal 7 settembre 2004.

Episodi:
- Disco 1: Due; Successione; Insieme; Julia
- Disco 2: Ripercussioni; Nemesi; Preludio; Punto di rottura
- Disco 3: Cosciente; Resti; Il passato; Incroci
- Disco 4: Oltre i sei; Doppia coppia; Facciata; Rapiti
- Disco 5: Il passeggero; Svelata; Clessidra; Legame di sangue
- Disco 6: L'eredita; Resurrezione

### Quarta stagione
Il quarto cofanetto è in vendita dal 1º dicembre 2005 in Italia, in USA dal 25 ottobre 2005.

Episodi:
- Disco 1: Solo Personale Autorizzato (parte 1); Solo Personale Autorizzato (parte 2); La terribile verità; Ghiaccio
- Disco 2: Benvenuti al Liberty Village; Nocturne; Ribellione; Echi
- Disco 3: Un uomo di parola; L'indice; La strada di casa; L'orfana
- Disco 4: Quarantena; Usignolo; Pandora; Un altro signor Sloane
- Disco 5: Con la coscienza pulita; Miraggio; Sogni…; Discesa
- Disco 6: Salvataggio; Prima del diluvio

### Quinta stagione
Il quinto ed ultimo cofanetto è in vendita dal 1º dicembre 2006 in Italia, in USA dal novembre 2006.

Episodi:
- Disco 1: Il Quinto Profeta; …1…; La Scala; Penelope
- Disco 2: Allo scoperto; Assolo; Fatto compiuto; Bob
- Disco 3: L'orizzonte; S.O.S.; Istinto materno; C'è una sola Sydney Bristow
- Disco 4: 30 secondi; Vedo i morti; Senza rancore; Rappresaglia
- Disco 5: Tutto il tempo del mondo

## Altri media

### Videogioco
Nel 2004 da Alias è stato tratto un videogioco omonimo, Alias: The Game, di cui è sempre protagonista Sydney Bristow. Il videogioco si colloca temporalmente alla fine della seconda stagione. È disponibile per PC, PlayStation 2 e Xbox.

### Romanzo a fumetti
Nel settembre 2005 la Buena Vista Lab ha pubblicato un romanzo a fumetti omonimo, Alias, basato sulla serie, interamente concepito e sviluppato alla divisione italiana della The Walt Disney Company a Milano, scritto da Pierluigi Cothran e disegnato da Alberto Ponticelli. Nel volume, di 68 pagine, Sydney Bristow è un agente segreto al servizio della CIA, la cui missione è quella di recuperare un taccuino appartenuto a Milo Rambaldi, scienziato del XV secolo, che ha creato un siero, destinato a dare vita ad un supersoldato. La graphic novel è stata tradotta anche in inglese, e presentata al San Diego Comic-Con International 2005.